# Дейв Сіммондс
Дейв Сі́ммондс (англ. Dave Simmonds; нар. 25 жовтня 1939, Лондон, Велика Британія — помер 23 жовтня 1972, Ренжис, Франція) — британський мотогонщик, чемпіон світу з шосейно-кільцевих мотоперегонів MotoGP в класі 125сс. Перший спортсмен, який виграв чемпіонат світу на мотоциклі Kawasaki.
У 1972 році під час участі у гонці в Ренжис під Парижем, Сіммондс загинув в результаті пожежі, спричиненої вибухом газового балона.

## Біографія
Уродженець Лондона, Велика Британія, Дейв Сіммондс почав їздити малих мотоциклів на початку 1960-х разом зі своїм братом Майком. У 1963 році брати Сіммондси приєдналися до японської команди Tohatsu, намагаючись взяти участь у чемпіонаті світу. Мотоцикли Tohatsu виявилися безнадійно неконкурентоспроможні з нескінченними механічними проблемами та недостатньо швидкими, щоб конкурувати з іншими гонщиками, які їхали на Suzuki, Honda або Derbi.
Дейв Сіммондс дебютував в 1963 році під час змагань на острові Мен «Isle of Man TT», виступаючи на мотоциклі Tohatsu, оснащеним двоциліндровим двигуном, об'ємом 50 см³, та 5-ти ступінчастою коробкою передач з сухим зчепленням. У наступні роки він виступав на Tohatsu з двигуном, об'ємом 125 см³, вигравши кілька британських регіональних змагань.
У 1966 році Дейв перейшов до іншої японської команди. Виступаючи на Honda, Сіммондс закінчив Гран-Прі Ольстера в класі 350сс на 5-му місці.
Домовившись з заводською командою Kawasaki, яка планувала розробити двигуни об'ємом 50 і 125 см³, в 1967 році Сіммондс виступав у чемпіонаті світу на приватному мотоциклі «Kawasaki 125». Після двох років виступів, що супроводжувались частими аваріями колінчастого валу та поршнів, нарешті, в 1969 році йому вдалося виграти титул чемпіона світу у класі 125сс, ставши першим чемпіоном світу для Kawasaki. У загальному заліку він набрав 144 очка, випередивши зайнявшого друге місце Дітера Брауна, що виступав на Suzuki, на 59 балів. Протягом сезону Сіммондс двічі займав друге місце і вісім разів з одинадцяти святкував перемогу на етапах Гран-Прі, в тому числі на гонці «Isle of Man TT». Це була його перша перемога на острові Мен з його 12-ти стартів.
Сіммондс продовжував виступати за команду Kawasaki в класі 125сс, вигравши Гран-Прі Фінляндії в Іматрі у 1970 році і Гран-Прі Німеччини в Хоккенхаймі у 1971 році. Також Дейв взяв участь у змаганнях в класі 500сс, виступаючи на мотоциклі H1R Kawasaki, на якому він виграв останній етап сещону 1971 року — Гран-Прі Іспанії у Харамі. Цей успіх став також першою перемогою у чемпіонаті світу в «королівському» класі для Kawasaki.
22 жовтня 1972 року вперше відбувся «Moto Festival de Rungis», також званий «Prix International De Paris», організований мотоциклетною федерацією Франції. Він проходив на 4,108-кілометровому імпровізованому треці «Circuit des Halles» у Ренжис, на південь від Парижа. Змагання, які складалися з двох заїздів та фіналу, привабили кількох найвідоміших гонщиків світу, в тому числі Філа Ріда, який їхав на Norton 750, Джакомо Агостіні на його MV Agusta 350 та Баррі Шина на Yamaha 350. Дейв Сіммондс зайняв 3-є в першому заїзді на своєму Kawasaki 500. Кент Андерсон на Yamaha 350 в підсумку виграв фінальну гонку, другим був Ренцо Пазоліні на Aermacchi-Harley Davidson 350, третім — Крістіан Буржуа на заводському Yamaha 350. Гонка відбувалася наприкінці жовтня, погода була несприятлива, тому відвідуваність змагань була невисокою, що призвело до фінансових збитків організаторів, тому після першого ж разу вона більше не проводилась.
Увечері після гонки спалахнула пожежа в караванному парку, де жили гонщики. Караван товариш Сіммондса, теж гонщика Джека Фіндлі був охоплений полум'ям, і Дейв разом з дружиною кинулись на допомогу. У момент, коли Дейв намагався врятувати матір австралійського мотоцикліста, раптово вибухнув газовий балон. Сіммондс зазнав важких опіків і був негайно доставлений в найближчу лікарню, де він помер від отриманих ран на наступний день. Дружина Сіммондса була також важко пораненою, хоча сама місіс Фіндлі залишилася неушкодженою.
Дейв Сіммондс помер за два дні до його 33-го дня народження.

## Статистика виступів

### MotoGP

#### У розрізі сезонів
Система нарахування очок, що діяла у 1950-1968 роках:
| Місце | 1 | 2 | 3 | 4 | 5 | 6 |
| Очки  | 8 | 6 | 4 | 3 | 2 | 1 |

Система нарахування очок, що діяла з 1969 року:
| Місце | 1  | 2  | 3  | 4 | 5 | 6 | 7 | 8 | 9 | 10 |
| Очки  | 15 | 12 | 10 | 8 | 6 | 5 | 4 | 3 | 2 | 1  |

| Сезон  | Клас   | Мотоцикл | Гонки | Перемоги | Подіуми | Очки | Місце |
| ------ | ------ | -------- | ----- | -------- | ------- | ---- | ----- |
| 1965   | 250cc  | Honda    | 1     | 0        | 0       | 0    | НК    |
| 1966   | 50cc   | Honda    | 1     | 0        | 0       | 0    | НК    |
| 1966   | 250cc  | Honda    | 1     | 0        | 0       | 0    | НК    |
| 1966   | 350cc  |          | 1     | 0        | 0       | 2    | 23    |
| 1967   | 125cc  | Kawasaki | 3     | 0        | 0       | 9    | 7     |
| 1967   | 250cc  | Kawasaki | 2     | 0        | 0       | 5    | 10    |
| 1968   | 125cc  | Kawasaki | 3     | 0        | 0       | 3    | 14    |
| 1968   | 350cc  | Kawasaki | 1     | 0        | 0       | 1    | 18    |
| 1969   | 125cc  | Kawasaki | 10    | 8        | 10      | 90   | 1     |
| 1969   | 250cc  | Kawasaki | 2     | 0        | 0       | 5    | 31    |
| 1969   | 350cc  | Kawasaki | 2     | 0        | 0       | 3    | 40    |
| 1970   | 125cc  | Kawasaki | 5     | 1        | 4       | 57   | 4     |
| 1970   | 500cc  | Kawasaki | 3     | 0        | 0       | 10   | 20    |
| 1971   | 125cc  | Kawasaki | 6     | 1        | 1       | 48   | 6     |
| 1971   | 250cc  | Kawasaki | 1     | 0        | 0       | 2    | 42    |
| 1971   | 500cc  | Kawasaki | 5     | 1        | 4       | 52   | 4     |
| 1972   | 125cc  | Kawasaki | 6     | 0        | 1       | 44   | 6     |
| 1972   | 500cc  | Kawasaki | 5     | 0        | 1       | 42   | 7     |
| Всього | Всього | Всього   | 56    | 11       | 22      | 373  |       |